# Ogdóade (gnosticismo)
A palavra ogdóade vem do grego "ογδοάς" e significa "Óctuplo". O conceito apareceu no Gnosticismo durante o Cristianismo primitivo e foi depois trabalhado também pelo teólogo Valentim (cerca de 160 dC).

## Conceito

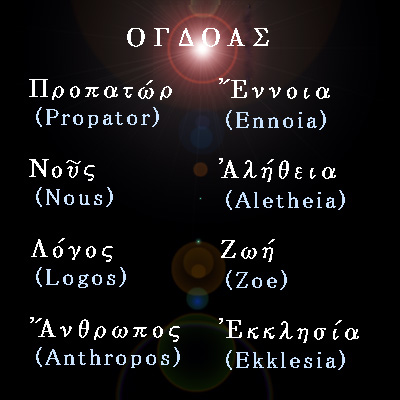
A Ogdóade descrita pelo Gnóstico Valentim no 2º século dC (com os primeiros dois chamados de Propator and Ennoia)

O número oito tem um importante papel nos sistemas gnósticos e é necessário distinguir três diferentes formas no qual ele apareceu nos diferentes estágios de desenvolvimento do Gnosticismo.

### 7 + 1
O sistemas gnósticos mais primitivos (como os Ofitas) incluem uma teoria de sete céus e uma região supracelestial chamada 'Ogdóade'. A antiga astronomia ensinava que acima das sete esferas planetárias estava uma oitava, a esfera das estrelas fixas.
Quando o sistema Valentiniano firmou seu conceito de um lugar ainda mais alto, o espaço supracelestial foi chamado de região intermediária (Mesotes); Mas Ogdóade era claramente seu nome inicial.

### 6 + 2
No sistema de Valentim, os sete céus e mesmo a região acima deles eram considerados como simplesmente o mais baixo e o último estágio do poder criativo. Acima deles estava o Pleroma, onde eram exibidas as primeiras manifestações de evolução da existência subordinada ao grande Primeiro Princípio. Nos estágios iniciais desta evolução aparecem oito Aeons primários que constituem a Ogdóade.
A concepção final de Deus, chamado Pai Inefável e que existe desde antes do começo, é descrita como 'Profundidade' (Bythos). À volta de ele existe um poder feminino que foi chamado de 'Silêncio' (Sige) . Essas duas divindades, Profundidade e Silêncio, se tornaram a causa, através do processo de emanação, dos outros seres arquetípicos ou Aeons. Os Aeons sempre nascem em pares masculino-feminino (sizígias), cada uma é em si mesma um princípio divino e ao mesmo tempo representa um aspecto do Pai Inefável, que de outra forma não poderia ser descrito ou compreendido pois está acima de todos os nomes. A emanação aconteceu da seguinte forma: Profundidade e Silêncio geraram Mente e Verdade (Nous e Aleteia), que por sua  vez geraram Verbo e Vida (Logos e Zoë), que geraram Homem e Igreja (Anthropos e Ecclesia). Nestes pares eônicos consiste a Plenitude de Deus (Pleroma) e os primeiros oito Aeons explicados aqui são os que compõem a Ogdóade Valentiniana.
Embora este Ogdóade seja o primeiro na ordem evolutiva caso seja verdadeira a teoria Valentiniana, para os que seguem a história do desenvolvimento deste sistema o Ogdóade inferior deve claramente ser pronunciado primeiro e o superior apenas como uma extensão subsequente do que era previamente aceito como Ogdóade. Possivelmente a doutrina egípcia dos oito deuses primários (veja Ogdóade) contribuiu com a formação de uma teoria que foi formulada no próprio Egito (Valentim nasceu em Phrebonis, no delta do Nilo, e foi educado em Alexandria). De qualquer maneira, um Ogdóade 7 + 1 teria sido inconsistente com a teoria, cujo cerne era o acoplamento dos personagens em pares, masculino-feminino conecta o sistema de Valentim com o de Simão Mago, para quem a origem de tudo segue de um princípio inicial central e de seis "raízes". Se substituirmos este princípio central por um princípio masculino e feminino, o 6 + 1 de Simão se torna o 6 + 2 de Valentim. Esta mesma questão, porém, se o primeiro princípio seria Uno ou Duo era uma em que os próprios Valentinianos discordavam entre si; e suas diferenças sobre como contar os números do primeiro Ogdóade confirma o que já foi dito sobre a origem tardia desta doutrina.

### 4 + 4
A doutrina de um Ogdóade de um princípio de existência finita tendo sido estabelecida por Valentim, aqueles dentre os seus seguidores que estavam imbuídos da filosofia pitagórica introduziram uma modificação. Nela, a filosofia da Tétrade foi considerada com peculiar veneração e aceita como fundação do mundo sensível.